# Дир Ривер (Минесота)
Дир Ривер (енгл. Deer River) град је у америчкој савезној држави Минесота.

## Демографија
По попису из 2010. године број становника је 930, што је 27 (3,0%) становника више него 2000. године.
| Група             | 2000.       | 2010.       |
| Белци             | 753 (83,4%) | 778 (83,7%) |
| Афроамериканци    | 0 (0,0%)    | 1 (0,1%)    |
| Азијати           | 2 (0,2%)    | 0 (0,0%)    |
| Хиспаноамериканци | 6 (0,7%)    | 3 (0,3%)    |
| Укупно            | 903         | 930         |